# The Minarets (Neuseeland)
The Minarets ist ein Berg der Neuseeländischen Alpen im Mount-Cook-Nationalpark auf der Südinsel Neuseelands mit zwei Spitzen, die südöstliche 3040 m, die nordwestliche 3031 m hoch. Er ist nach dem 3109 m hohen Mount Elie de Beaumont der nördlichste Dreitausender des Landes und liegt einige Kilometer entfernt von den höchsten Bergen Neuseelands, in deren unmittelbarer Umgebung die meisten anderen Dreitausender liegen.
Die Erstbesteigung gelang 1895 Tom Fyfe und Malcolm Ross.